# Adluvio
In diritto romano, l'adluvio (detta anche incrementum latens), in italiano alluvione, è un modo d'acquisto della proprietà a titolo originario, tuttora vigente nel diritto odierno, determinato dall'incremento di un fondo a causa del graduale e costante deposito di detriti da parte di un fiume lungo la sua sponda.
Il giurista romano Gaio ci descrive l'istituto nelle sue Istituzioni con tali parole: 
| G. 2.70 «Sed et id, quod per adluvionem nobis adicitur, eodem iure nostrum fit. Per adluvionem autem id videtur adici, quod ita paulatim flumen agro nostro adicit, ut aestimare non possimus, quantum quoquo momento temporis adiciatur: hoc esto quod vulgo dicitur per adluvionem id adici videri, quod ita paulatim adicitur, ut oculos nostros fallat». | Ma pure ciò, che viene acquistato da noi per alluvione diviene nostro per la stessa ragione (naturalis ratio). Si considera infatti aggiungersi per adluvio ciò che il fiume deposita a poco a poco sul nostro campo, in modo impercettibile: e per questo si dice correttamente che si ritiene aggiungersi per alluvione ciò che si va aggiungendo tanto lentamente da rendersi impercettibilmente ai nostri occhi. |